# Мелибоя
Мелибоя в древногръцката митология е името на:
1. Океанида. Дъщеря на Океан и Тетия. Съпруга на Пеласг, цар на Аркадия. От него е майка на Ликаон.(Аполодор III, 8, 1 – )
2. Дъщеря на Ниоба и Амфион, пощадена от Артемида и Аполон, които убиват всички останали деца на Ниоба, като отмъщение за оскърблението, което майка им е нанесла на тяхната майка-Лето. (Аполодор, III, 5, 6). Аполодор казва, че според Телесил, оцеляват само Мелибоя и Амикъл. Тя си сменя името на Хлорида.

- Откритият през 1874 г. астероид 137 Мелибоя е кръстен на нея.